# Morgan Jones (Skirennläufer)
Morgan Jones (* 29. Januar 1968 in Sydney, Australien) ist ein ehemaliger britischer Skirennläufer.

## Karriere
Jones nahm 1987 an den Weltmeisterschaften in Crans-Montana teil, wobei er bei seinem einzigen Start im Riesenslalom den 44. Platz belegte. Im darauffolgenden Jahr startete er bei den Olympischen Winterspielen, schied allerdings sowohl im Riesenslalom als auch im Slalom aus. Danach trat Jones nicht mehr als Rennläufer in Erscheinung.

## Erfolge

### Olympische Winterspiele
- Calgary 1988: DNF Riesenslalom, DNF Slalom

### Weltmeisterschaften
- Crans-Montana 1987: 44. Riesenslalom